# San Dionisio, Nicaragua
San Dionisio är en kommun (municipio) i Nicaragua med 17 568 invånare (2012). Den ligger 37 kilometer från Matagalpa i riktning mot Boaco i den centrala delen av landet, i departementet Matagalpa. San Dionisio är en bergig jordbruksbygd med omfattande grönsaksodlingar och boskapsskötsel.

## Geografi
San Dionisio gränsar till kommunerna Matagalpa i norr och öster, Esquipulas i söder, samt Terrabona i väster. Kommunens största samhälle är centralorten San Dionisio med 2 160 invånare (2005).

## Natur
San Dionisio är en kuperad kommun med flera berg. En populär turistplats är Piedra de Wibuse, en hög stenformation med ett kristuskors på toppen, varifrån man har en fin utsikt över kommunen. I den södra delen av kommunen ligger det 1052 meter höga Cerro Altoalegre. I El Jicaral, strax norr om kommunens centralort, ligger berget Cerro el Hugo. Ett annat fint berg är det 919 meter höga Cerro El Chile i kommunens nordöstra hörn.

## Historia
San Dionisio har sitt ursprung i den indianska byn Aguas Zarcas. Kommunen grundades officiellt 1830 och fick då sitt namn efter den dåvarande statschefen Dionisio Herrera.

## Näringsliv
San Dionisio är en utpräglad traditionell småskalig jordbruksbygd. Det odlas mycket kål, tomater, potatis, lök och paprika. Kommunen har också en omfattande boskapsskötsel för både kött och mjölkproduktion.

## Kultur
Centralorten har en fin centralpark med idrottsplan, lekplats, musikscen, vackra blommor och växter och gratis internet.
Wibuse i nordöstra San Dionisio var det ställe där det nu utdöda indianspråket matagalpino talades längst. På slutet av 1900-talet fanns det fortfarande några äldre personer som talade språket med varandra.

## Religion
Kommunen firar sin festdag den 9 oktober till minne av Sankt Dionysios av Aten.